# Szerer

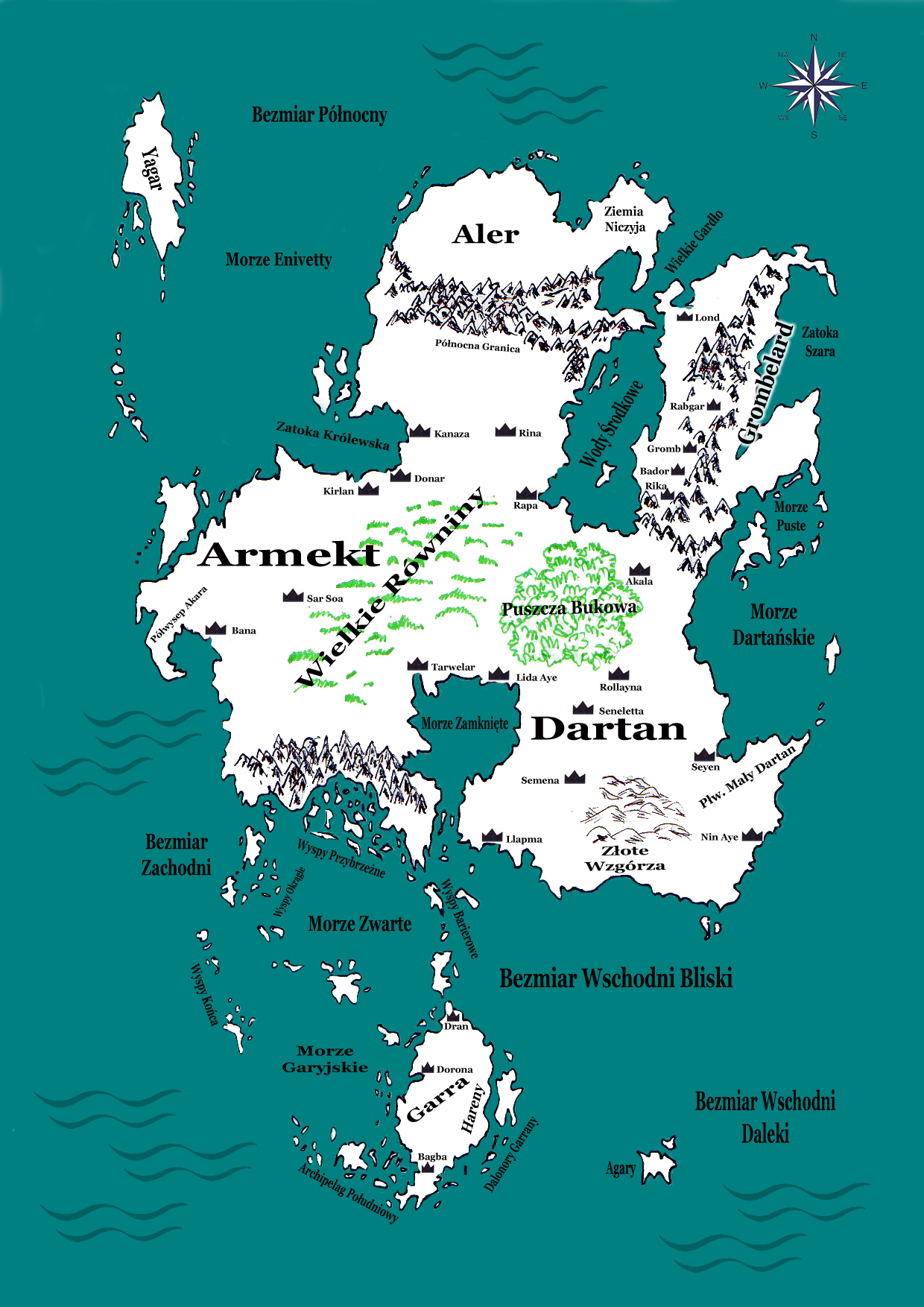

Szerer to stworzony przez Feliksa W. Kresa świat fantasy, w którym dzieje się jego cykl Księga Całości. Świat ten po raz pierwszy pojawił się w opublikowanym w 1985 opowiadaniu Prawo sępów („Sfera” 1-2/2-3).

## Świat
Na niebie Szereru widoczna jest Szerń – składająca się z ciemnych i jasnych pasm tajemnicza moc lub istota, która obdarzyła inteligencją trzy rozumne gatunki Szereru – ludzi, koty i sępy. Szererem zwany jest też jedyny znany kontynent, którego większość zajmuje Cesarstwo Armektańskie, które podbiło niemal wszystkie pozostałe krainy. Nad północno-zachodnim półwyspem wisi jednak Aler – podobna do Szerni, lecz jednak odmienna moc, która wtargnęła z innego świata i po walce z Szernią zajęła ten fragment lądu, zaś jego twory – złoci i srebrni alerowie, wciąż walczą z ludźmi na obszarze zwanym Północną Granicą. Poza kontynentem rozciągają się morskie Bezmiary. Jako że Szerń rozciąga się głównie nad samym kontynentem, a im dalej od niego tym bardziej zanika, zależne od niej rozumne istoty nie mogą się od niego oddalać zbyt daleko, toteż świat poza najbliższymi okolicami Szereru nie został zbadany.

## Utwory
Na cykl Księga Całości, opowiadający o wydarzeniach decydujących o losie Cesarstwa, składa się osiem dotychczas wydanych i jedna zapowiedziana książka. Autor uważał za kanoniczne ich wersję wydaną przez wydawnictwo Mag i późniejsze wznowienia, jako że poprzednie, wydane w zbiorach i czasopismach wersje opowiadań później rozwiniętych w teksty składające się na Księgę Całości, są w wielu miejscach sprzeczne z późniejszymi wersjami. W edycjach Stalker Books i Fabryki Słów, wydawanych od 2020 roku, autor wprowadził kolejne poprawki.
Feliks W. Kres przerwał pisanie cyklu w 2011 roku, powrócił do niego w 2020 roku. Przed swoją śmiercią, która nastąpiła dwa lata później, zdążył przygotować zbiór opowiadań Żeglarze i jeźdźcy oraz napisać powieści: Najstarszą z Potęg i Szerń i Szerer. Zima przed burzą. Cykl ma zostać dokończony przez Arkadego Saulskiego.

### Księga Całości
(w kolejności według chronologii wewnętrznej cyklu)
- Tom 1: Północna granica (1995)
- Tom 2: Król Bezmiarów (1992)
- Tom 3: Grombelardzka legenda (2000)
  - Tom 3.1: Serce gór
  - Tom 3.2: Wstęgi Aleru
- Tom 4: Pani Dobrego Znaku (2001)
  - Tom 4.1: Wieczny pokój
  - Tom 4.2: Wieczne Cesarstwo
- Tom 5: Porzucone królestwo (2002)
- Tom 6: Żeglarze i jeźdźcy (zbiór opowiadań: Miód dla Emiry, Jeźdźcy Równin, Armektańska nienawiść, Gówno (piratka i żołnierz) i Siedmiu najemników) (2022)
- Tom 7: Tarcza Szerni (2005)
- Tom 8: Najstarsza z Potęg (2022)
- Tom 9: Szerń i Szerer
  - Tom 9.1: Zima przed burzą (2024)
  - Tom 9.2: Arilora (zapowiedziane)
  - Tom 9.3: Spojrzenie Eniwetty (zapowiedziane)

### Wczesne książki o Szererze
- Prawo sępów (Alma-Press 1991, zawiera wczesne wersje tekstów wydanych w zmienionej formie w Północnej granicy i Grombelardzkiej legendzie)
- Serce gór (Przedświt 1994, zawiera wczesne wersje tekstów wydanych zmienionej formie w Grombelardzkiej legendzie)

### Inne utwory
W kwartalniku Voyager 02 1991/1992 ukazał się również przewodnik po świecie Szereru pt. Szern K’hakahar. Autor w 2022 roku uznał go jednak za niekanoniczny.

## Analiza i znaczenie
Katarzyna Kaczor opisała Szerer jako "pierwszy z polskich światów fantasy", który zainspirował wiele późniejszych polskich utworów tego gatunku, zwłaszcza z podgatunku fantasy militarnej "dla dorosłych" (np. serie Achaja i Opowieści z meekhańskiego pogranicza). Samą serie Szerer określiła jako "pełną przemocy" "quasi-historyczną" serię "sprawiającą wrażenie dawności" ale de facto będącej "w opozycji dla dawnych wzorców".
Przemysław Rojek stwierdził, że Szerń jest "szalenie oryginalna".
Tadeusz Olszański w cyklu widzi perspektywę teistyczną, ale "zdumiewająco wprost achrześcijańską".